# Cratilla lineata
Cratilla lineata е вид водно конче от семейство Libellulidae. Видът не е застрашен от изчезване.

## Разпространение
Разпространен е във Виетнам, Индонезия (Бали, Калимантан, Малки Зондски острови, Суматра и Ява), Китай (Гуандун, Гуанси, Джъдзян, Дзянси, Съчуан, Тибет, Хайнан и Юннан), Малайзия, Мианмар, Провинции в КНР, Сингапур, Тайван, Тайланд, Филипини и Шри Ланка.